# Teublitz
Teublitz es una pequeña ciudad ubicada en el distrito de Schwandorf, en la región administrativa Alto Palatinado del estado alemán de Baviera.
Debido a la poca cantidad de empresas y comercios locales, se puede considerar a Teublitz como una ciudad dormitorio de Ratisbona y Schwandorf.

## Historia
La ciudad aparece por primera vez documentada en el año 1230, cuando Otto II Wittelsbach, Duque de Baviera ordena redactar un registro, para obtener una perspectiva de todas las ganancias procedentes de sus bienes y propiedades. El topónimo de Teublitz es visto generalmente como un nombre eslavo, que deriva de la palabra dupelice (en eslavo antiguo es igual a dupina, lo que se traduce como cueva o gruta).
Teublitz formó parte en 1505 del recién creado principado de Palatinado-Neuburg, una vez concluida la guerra de sucesión de Landshut. El 25 de agosto de 1939, recibe Teublitz el reconocimiento de mercado, para luego, ser finalmente catalogada como ciudad en el año 1953.

## Geografía
La ciudad de Teublitz está localizada a unos 29 km de Ratisbona, capital de la región administrativa de Alto Palatinado y  a 14 km de la capital de distrito Schwandorf. La región se encuentra ubicada en la orilla oriental del río Naab, de la misma manera que los barrios Saltendorf an der Naab y Katzdorf. En la parte occidental del Naab, encontramos  a los barrios Premberg y Münchshofen.

## División de la ciudad
- Katzdorf
- Münchshofen
- Premberg
- Saltendorf an der Naab

## Ciudades Hermanadas
- Baborow, Polonia
- Blovice, República Checa